# مرز هوایی محدود

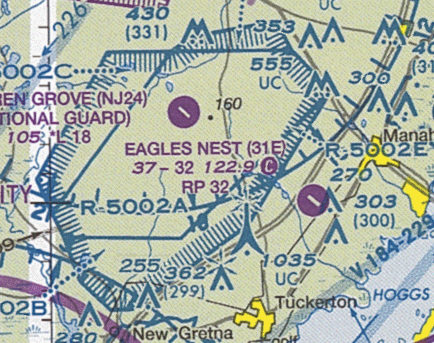
نمودار حمل و نقل هوایی مقطعی برای نسخه ۹۰ام واشینگتن، نشان دهنده مرز هوایی محدود R-۵۰۰۲ در سراسر وارن گروو، نیوجرسی

مرز هوایی محدود منطقه (حجم سه بعدی) از مرز هوایی است که محدوده آن توسط مقامات محلی به خاطر مسائل ایمنی یا امنیتی تعیین شده (اگر فرض بر ممنوعیت همیشگی نباشد) و معمولاً توسط ارتش استفاده می‌شود. این مرز یکی از گونه‌های بسیار مرز هوایی ویژه است و در نمودارهای هوانوردی با حرف R به دنبال یک شماره سریال نشان داده می‌شود.
بر اساس آیین‌نامه اداره هوانوردی فدرال آمریکا «مرز هوایی محدود به معنی وجود غیر معمول، اغلب نامرئی، خطرات متوجه هواپیما مانند شلیک توپخانه، توپخانه هوایی یا موشک‌های هدایت شونده است. ورود به مرز هوایی محدود بدون اجازه از استفاده‌کننده یا کنترل‌کننده آن ممکن است برای هواپیما و سرنشینان آن بسیار خطرناک باشد.»
مرز هوایی محدود ممکن است همیشه، فعال (یا به اصطلاح "گرم") نباشند. در چنین مواردی معمولاً برنامه‌های زمان‌بندی بر اساس تاریخ‌های محلی و زمان‌های در دسترس به خلبانان اعلام می‌شوند که زمان فعال بودن منطقه را مشخص می‌کنند. در زمان‌های دیگر، قوانین پرواز ابزاری یا قوانین پرواز دیداری عادی بر اساس کلاس مرز هوایی در آن‌ها به اجرا در می‌آیند. چندین مرز هوایی توسط اطلاعیه هوانوردی فعال هستند. نمونه آن R-2503D بر روی پایگاه نیروی دریائی کمپ پندلتون در جنوب کالیفرنیا، بین سن دیگو و لس آنجلس فعال است. این مرز هوایی ویژه که از بلندی بیشتر از ۲۰۰۰ پا از سطح دریا آغاز می‌شود و بسیاری از بخش‌های جنوب کمپ پندلتون را می‌پوشاند تنها برای تعداد معینی از روزهای سال می‌تواند فعال باشد. در نتیجه، هواپیماهای کوچک اجازه می‌یابند که به جای انحراف مسیر به سوی مناطق دریایی یا کوهستانی، در یک مسیر مستقیم بر روی خشکی بین دو منطقه کلان‌شهری پرواز کنند.